# Гастрэктомия
Гастрэктоми́я — хирургическое вмешательство, подразумевающее тотальное (полное) удаление желудка с наложением пищеводно-кишечного соустья (анастомоза).

## Показания
Основным показанием к операции является рак желудка.

## Техника операции
На связки желудка накладываются зажимы, питающие его сосуды лигируются. Орган отсекается от связок, пищевода и двенадцатиперстной кишки. После удаления желудка вместе с большим и малым сальником, связками, регионарными лимфатическими узлами между пищеводом и тощей кишкой в 30—40 см от двенадцатиперстно-тощекишечного изгиба накладывается пищеводно-тонкокишечный анастомоз по типу «конец в бок». Петлю тощей кишки проводят в отверстие брыжейки поперечной ободочной кишки и соединяют с пищеводом двухрядным кишечным швом с дополнительным наложением энтероанастомоза между приводящей и отводящей петлями тощей кишки.

## Осложнения
Наиболее частое осложнение гастрэктомии — недостаточность швов пищеводно-кишечного анастомоза, налагаемых на не покрытые брюшиной стенки пищевода. 
Диета должна строго соблюдаться таким образом, чтобы приемы пищи следовали с равными перерывами, а порции были небольшими, с исключением сложных жиров и иной трудноусваиваемой пищи. 
Пятилетняя выживаемость перенесших гастрэктомию составляет около 1/3 пациентов.